# Julen Atxurra
Julen Atxurra Egurola, alias Pototo (Lequeitio, 3 de febrero de 1959) es un miembro de ETA. Formó parte de la dirección de la banda y fue uno de los condenados por el secuestro del funcionario de prisiones José Antonio Ortega Lara. 

## Biografía

### Actividad delictiva
Ingresó en ETA en 1984 como colaborador del 'Comando Vizcaya'. En 1984 pasó información al comando sobre el pescador de Lequeitio Ignacio Montes Abad, asesinado el 24 de junio de  y sobre José Naranjo Martín, Policía Municipal de Elorrio (Vizcaya), asesinado el 27 de marzo de 1984. Colaboró con el citado grupo en tareas de apoyo, información y traslado de los liberados con su vehículo. También recabó datos que permitieron los asesinatos del secretario del Ayuntamiento de Ispaster Manuel Villano, el 18 de junio de 1984, y de otro convecino suyo, el policía municipal de Lequeitio Juan Rodríguez Rosales, abatido el 27 de julio de ese año. 
En 1986 se integró plenamente en el comando y participa en el asesinato de un policía en 1986 en Bilbao.
Sus huellas dactilares se encontraron en la bicicleta-bomba que mató a otro policía en Galdácano en 1990.
A principios de los 90, después de huir a Francia, escala en el organigrama de la banda hasta llegar a la dirección de logística.

### Detención
Fue detenido por la policía francesa en julio de 1996 en Lasseube. En ese momento estaba considerado el número tres de la organización. El Tribunal Correccional de París le impuso en 2000 una condena 10 años de prisión, la máxima por asociación de malhechores.

### Secuestro de Ortega Lara
En agosto de 1997 fue procesado como inductor del secuestro del funcionario de prisiones José Antonio Ortega Lara. Según la Guardia Civil, se logró llegar al zulo gracias a una nota hallada en poder de uno de sus colaboradores, el ciudadano francés Daniel Derguy. Fue condenado a 32 años por este hechos ya que la Audiencia Nacional consideró probado que Julen Atxurra fue "el máximo responsable del suministro de material, objetos y dinero, a los distintos grupos de delincuentes que integran la organización, para que pudieran cometer actos ilícitos".
También fue condenado por ordenar el secuestro del industrial Julio Iglesias Zamora.

### Vida en prisión
Ha sido condenado cientos de años de prisión en una quincena de juicios en la Audiencia Nacional en España. En 2013 fue extraditado definitivamente a España e ingresó en la cárcel de Puerto I en El Puerto de Santa María (Cádiz). A raíz de una embolia fue trasladado en 2020 a la prisión de Aranjuez para poder recibir mejor atención médica y en 2021 al penal de El Dueso en Cantabria. Pototo cumplirá las tres cuartas partes de la condena en abril de 2034.